# چرنوگورسک
شهر چرنوگورسک (به روسی: Черногорск) در کشور روسیه و در جمهوری خاکاسیا واقع شده‌است.